# Joan M. Monjo
Joan M. Monjo (Gandía, 1956 - id. 2007) fue un escritor de la Comunidad Valenciana, España. Licenciado en Filología hispánica, trabajó como maestro de bachillerato al Instituto Joan Fuster de Bellreguard y fue miembro del Associació d'Escriptors en Llengua Catalana. Premio Joanot Martorell de narrativa en su primera edición, 1979, y premio Andròmina de narrativa en 1982. Colaboró en las publicaciones Las Provincias, Canigó, Tossal, Bagalina, L'Espill, Lletres de Canvi, Cairell, Marina d'Art y Daina y fue miembro del Centre d'Estudis i Investigacions Comarcals Alfons el Vell.

## Obras

### Narrativa
- Oh!. Gandia (1980)
- Les quatre estacions (con Josep Piera i Rubio e Ignasi Mora Tarrazona). (1986)
- El llenguatge dels cavalls. (1990)

### Novela
- Ducat d'ombres (1982)
- Les ales d'Àngel Vidal (1985)
- ¡Esborreu-me el récord! (1988)
- Examen de verbs irregulars (2001)

### Biografías
- Gonçal Castelló: els dies i la memòria
- De Josep Rausell a Pep Mosca (1997)
- Els dies i els treballs del pintor Josep Díaz Azorín [Monografía]  (2008)